# Bhanvad
Bhanvad è una suddivisione dell'India, classificata come municipality, di 19.709 abitanti, situata nel distretto di Devbhoomi Dwarka, nello stato federato del Gujarat. In base al numero di abitanti la città rientra nella classe IV (da 10.000 a 19.999 persone).

## Geografia fisica
La città è situata a 21° 55' 60 N e 69° 46' 60 E e ha un'altitudine di 56 m s.l.m..

## Società

### Evoluzione demografica
Al censimento del 2001 la popolazione di Bhanvad assommava a 19.709 persone, delle quali 10.112 maschi e 9.597 femmine. I bambini di età inferiore o uguale ai sei anni assommavano a 2.425, dei quali 1.266 maschi e 1.159 femmine. Infine, coloro che erano in grado di saper almeno leggere e scrivere erano 13.397, dei quali 7.658 maschi e 5.739 femmine.